# ادعاهای سرزمینی شوروی علیه ترکیه
ادعاهای سرزمینی شوروی علیه ترکیه (انگلیسی: Soviet territorial claims against Turkey) با توجه به خاطرات نیکیتا خروشچف، معاون نخست‌وزیر، لاورنتی بریا، استالین را تحت فشار قرار داد تا بر قلمرو شرقی آناتولی که گویا توسط ترک‌ها از گرجستان دزدیده شده بود، ادعای مالکیت بکند. 

ادعاهای اتحاد جماهیر شوروی، در صورت موفقیت، موقعیت آن دولت را در اطراف دریای سیاه تقویت می‌کرد و نفوذ انگلیس را در خاورمیانه ضعیف می‌کرد.

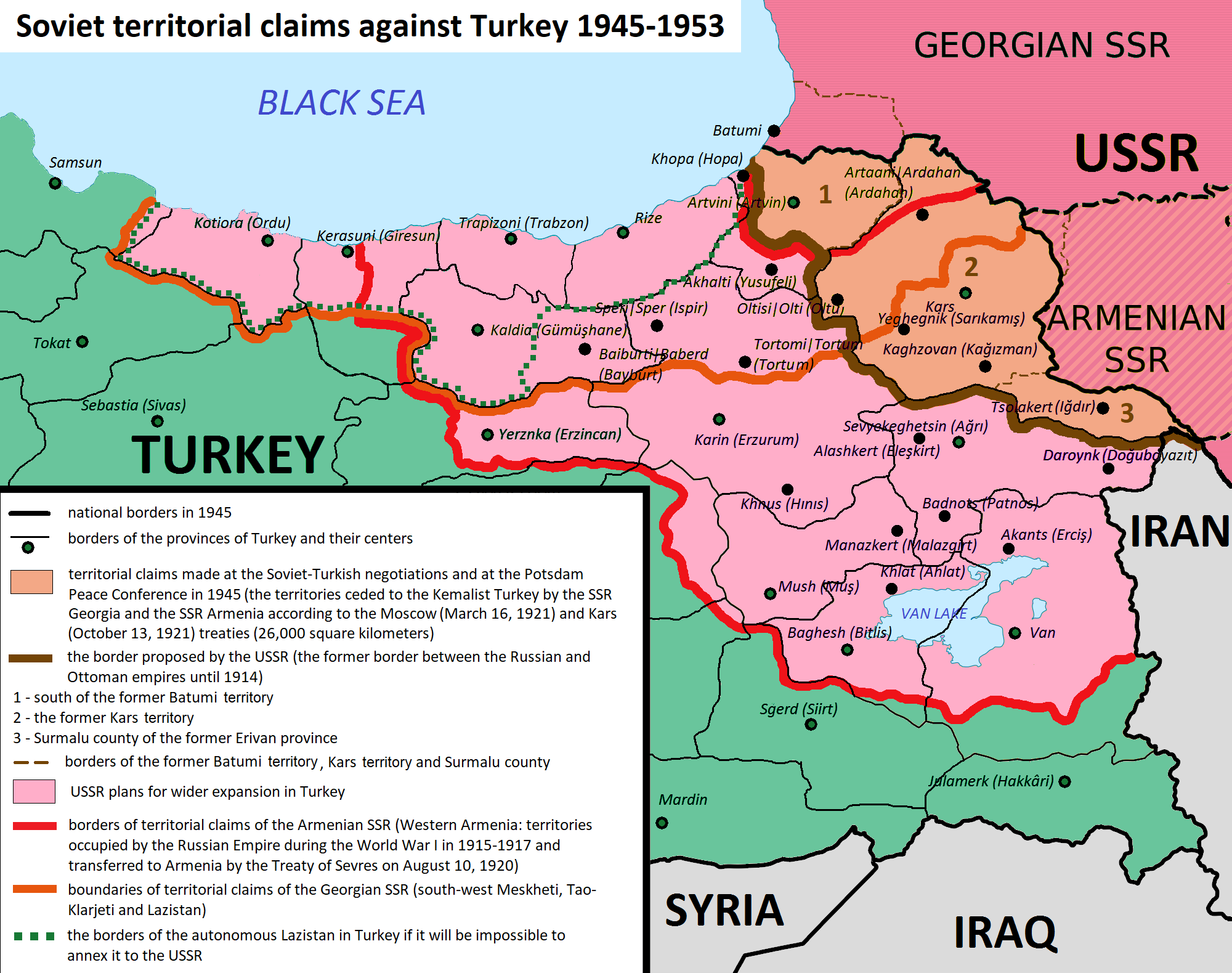
مرزها در ۱۹۴۵
ادعاهای ارضی مطرح شده توسط اتحاد جماهیر شوروی
برنامه‌های شوروی برای گسترش بیشتر قلمرو خود در ترکیه
مرزهای ادعاهای سرزمینی ارمنستان شوروی (ارمنستان غربی)
مرزهای ادعاهای سرزمینی گرجستان شوروی (تائو-کلارجتی و لازستان)
مرزهای پیشنهادی لازستان شوروی

## پیش زمینه
اتحاد جماهیر شوروی از مدت‌ها پیش به کنوانسیون مونترو که به ترکیه کنترل کامل حمل و نقل بین تنگه بسفر، یک آبراه ضروری برای صادرات روسیه را می‌داد، معترض بود. هنگامی که پیمان دوستی و بی‌طرفی ۱۹۲۵ اتحاد جماهیر شوروی و ترکیه در سال ۱۹۴۵ منقضی شد، طرف شوروی تصمیم گرفت این پیمان را تمدید نکند. وزیر خارجه اتحاد جماهیر شوروی، ویاچسلاو مولوتوف، به ترکان گفت که ادعاهای گرجستانی و ارمنی در مورد سرزمینهای تحت کنترل ترکیه باید قبل از انعقاد یک معاهده جدید حل شود. 

قلمرو مورد مناقشه در اطراف قارص و اردهان از سال ۱۸۷۸ تا ۱۹۲۱ تحت کنترل امپراتوری روسیه بود، زمانی که توسط روسیه به ترکیه واگذار شد، اقوامی که اکنون متعلق به جمهوری‌های سوسیالیستی شوروی شوروی بودند، در آن ساکن بود. مولوتف استدلال کرد اراضی که شوروی در زمان ضعف اتحاد جماهیر شوروی در سال ۱۹۲۱ واگذار کرده‌است، همانند آنچه در خصوص مرز خود را با لهستان و ترکیه انجام داده بود مشروعیت ندارد.

## ادعا
در سال ۱۹۴۵، روزنامه‌های گرجستان شوروی مقاله موسوم به ادعای مشروع ما علیه ترکیه را که توسط سیمون جاناشیا و نیکو بردزنیشویلی نوشته شده بود، منتشر کردند. 

در این مقاله آمده بود: 

پس از جنگ مردم آزادی‌خواه می‌خواهند جایگاه شایسته خود را به‌دست آورند. مردم گرجستان افرادی که در مبارزه با فاشیسم نهایت فداکاری را کردند. این افراد حق ارائه مطالبات قانونی خود را به دست آورده‌اند. ما از افکار عمومی جهان در مورد سرزمین‌های باستانی که ترکیه از ما گرفته‌است، درخواست می‌کنیم. بحث بر سر جنایتی است که میهن ملی ما را به دو نیمه کرده‌است. این درخواست دربارهٔ زمینی است، که عامل هزار سال تلاش طولانی مردم ما بوده‌است. این یادداشت با یک تقاضا به پایان می‌رسد: مردم گرجستان باید وطن خود را پس بگیرند. زمینی که هرگز رها نکرده‌اند و نمی‌توانند رها کنند. 

آخرین بخش گزارش به لازستان اختصاص داشت. مرزهای این سرزمین از مرزهای استان باتومی شروع می‌شود و به سمت غرب در امتداد ساحل دریای سیاه تا رودخانه ترمدون در نزدیکی شهر ترمه منتهی می‌شود. این سرزمین تقریباً ۲۰۰۰۰ کیلومتر مربع را شامل می‌شود و ترابزون، فیچی و فنر را در بر می‌گیرد. این مقاله دلالت بر این داشت که علاوه بر بخش جنوبی ناحیه باتومی سابق و مناطق سابق آرتوین، ارداهان و اولتی گرجستان شوروی می‌تواند ادعای مالکیت استانهای تاریخی خود، از جمله پرهال، تورتوم و ایسپیر را داشته باشد.

## برنامه
سه طرح در این خصوص ارائه شده بود:
1. طرح اول شامل قلمرو استان سابق امپراتوری روسیه در کارس، باتوم و سورمالی طرح اول شامل قلمرو استان سابق امپراتوری روسیه در کارس، باتوم و سورمالی بود که باید به شوروی مسترد می‌شد.
2. طرح دوم شامل مطالبه در امتداد رودخانه چوروه و شرق لازستان بود.
3. برنامه سوم شامل بیشتر مناطق دریای سیاه ترکیه (مناطق ترابزون، گوموشان و گیرسون در امتداد رودخانه ترمه و بیشتر قسمت شرقی آناتولی (ارزروم، وان، موش، بیتلیس) بود. دولت اتحاد جماهیر شوروی می‌خواست ارمنی‌های دیاسپور را به سرزمین‌های به دست آمده بازگرداند، زیرا در سه سال پس از جنگ جهانی دوم حدود ۱۵۰٬۰۰۰ ارمنی (ارمنی غربی و فرزندان آنها) از سوریه، لبنان، یونان، بلغارستان، رومانی، قبرس، فلسطین، عراق، مصر و فرانسه به ارمنستان شوروی مهاجرت کرده بودند.[۴]

## شکست
از نظر استراتژیک، ایالات متحده با الحاق فلات قارص به اتحاد جماهیر شوروی به دلیل ضرورت دفاع از ترکیه مخالفت کرد. از نظر ایدئولوژیکی، عناصر خاصی در دولت آمریکا ادعاهای سرزمینی اتحاد جماهیر شوروی را توسعه طلبانه و یادآور بی احتیاطی نسبت به نازی‌ها بر سر مناطق آلمانی‌های سودت در چکسلواکی می‌دانستند. 

مخالفت قاطع ایالات متحده با جنبش‌های خود مختاری تحت حمایت شوروی در ترکیه و ایران منجر به درهم شکستن جمهوری کردستان مه‌آباد و دولت خلق آذربایجان شد. 

ترکیه در سال ۱۹۵۲ به اتحاد نظامی ضد شوروی در ناتو پیوست. پس از مرگ استالین در ۱۹۵۳، دولت شوروی از ادعای ارضی خود بر ترکیه صرف نظر کرد.